# یودا (شهرستان تاتیشلینسکی، باشقیرستان)
یودا (انگلیسی: Yuda, Tatyshlinsky District, Republic of Bashkortostan) یک شهرک در شهرستان تاتیشلینسکی استان باشقیرستان کشور روسیه است.